# Khải Định

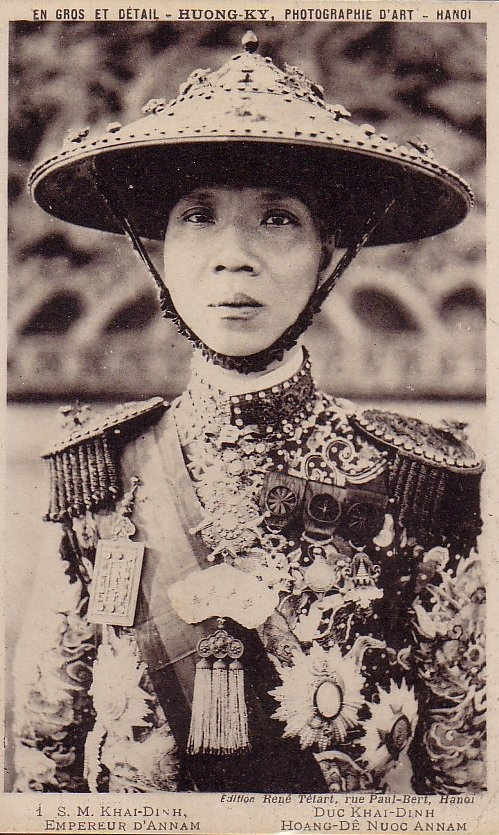
Chân dung Hoàng đế Khải Định khi công du ở Pháp năm 1922.

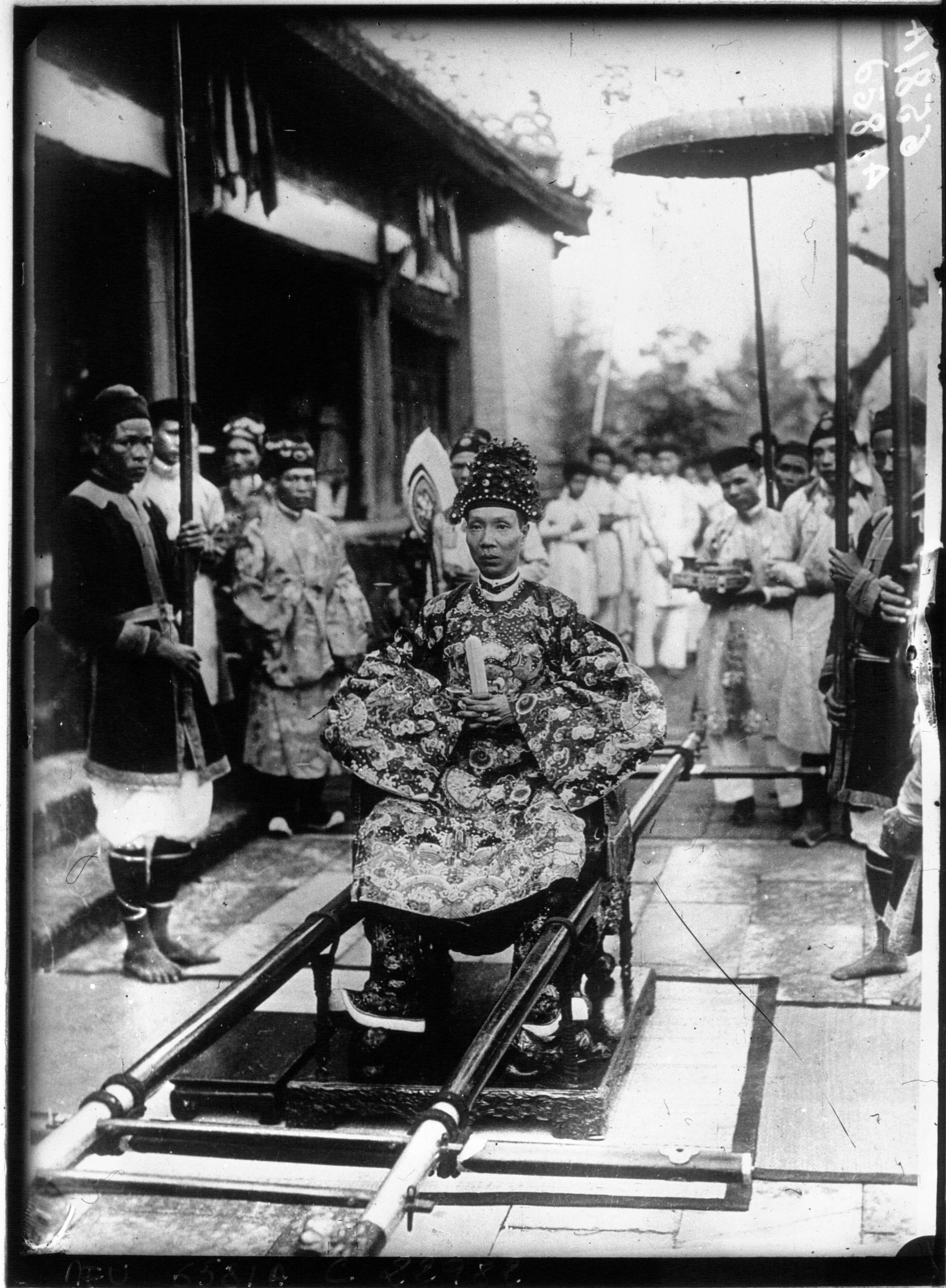
Khải Định khi ở Huế

Khải Định Đế (chữ Hán: 啓定帝;  8/10/1885 – 6/11/1925), tên khai sinh Nguyễn Phúc Bửu Đảo (阮福寶嶹), là vị hoàng đế thứ 12 của nhà Nguyễn trong lịch sử Việt Nam, trị vì từ 1916 đến 1925. Ông được truy tôn miếu hiệu là Hoằng Tông (弘宗).
Khải Định tự sáng chế ra những bộ y phục mới cho mình và cho cả quan hộ vệ. Ông còn rất chuộng trang điểm, ăn mặc lòe loẹt, không tuân theo y phục hoàng tộc truyền thống. Do vậy, ông thường bị đả kích bởi báo chí và các phong trào yêu nước Việt Nam đương thời.

## Thân thế
Vua Khải Định có tên khai sinh là Nguyễn Phúc Bửu Đảo (阮福寶嶹), khi lên ngôi lấy ngự danh là Nguyễn Phúc Tuấn (阮福晙), là con trưởng của vua Đồng Khánh, mẹ là Dương Thị Thục. Ông sinh vào ngày 1 tháng 9 năm Ất Dậu, tức 8/10/1885, tại kinh thành Huế.
Năm 1889, vua Đồng Khánh mất, Bửu Đảo còn nhỏ tuổi nên không được kế vị (người kế vị là Bửu Lân niên hiệu Thành Thái). Nǎm 1906, Bửu Đảo được phong là Phụng Hóa công (奉化公). Ông là người mê cờ bạc, thường xuyên bị thua, có khi phải cầm bán cả những đồ dùng và những người hầu hạ. Bửu Đảo còn bắt vợ mình, là Trương Như Thị Tịnh con gái của quan đại thần Trương Như Cương, về xin tiền bố mẹ gán nợ để đánh bạc tiếp.
Việc Bửu Đảo lên ngôi cũng không hoàn toàn suôn sẻ. Sau khi buộc tội hoàng đế Duy Tân, người Pháp đã có ý muốn xóa bỏ chế độ quân chủ ở Việt Nam nhưng các triều thần, đặc biệt là Thượng thư Nguyễn Hữu Bài không chịu nên Pháp phải chiều theo ý.
Ngày 18 tháng 5 năm 1916, Bửu Đảo lên ngôi lấy niên hiệu là Khải Định (啓定).

## Thời gian trị vì
Dưới thời của vua Khải Định, triều đình Huế không có xích mích với Pháp. Mọi việc đều do Tòa Khâm sứ định đoạt. Vua Khải Định cũng kết thân với Khâm sứ Trung kỳ Jean François Eugène Charles và gửi gắm con mình là Nguyễn Phúc Vĩnh Thụy cho vợ chồng Khâm sứ.

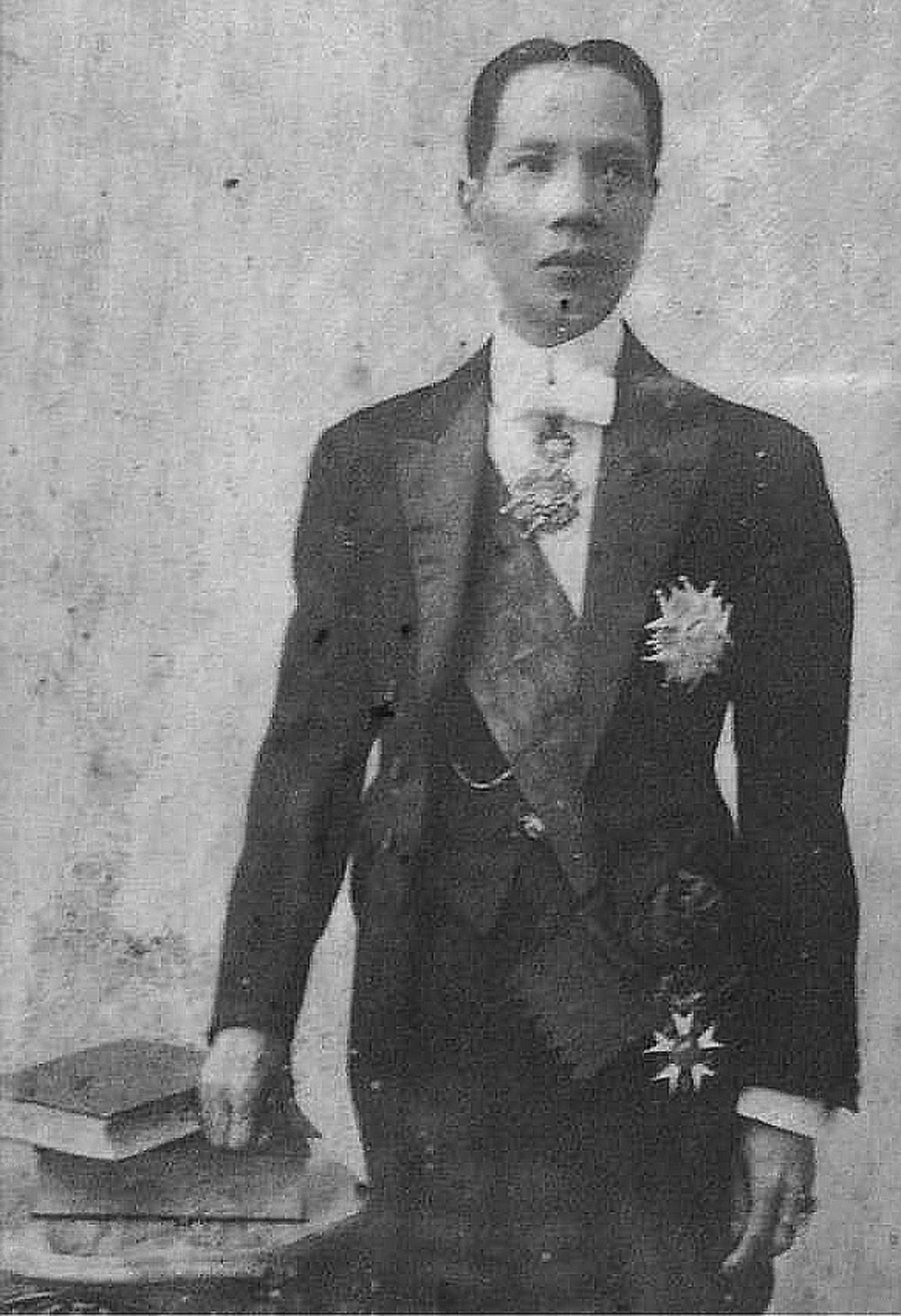
Vua Khải Định trong bộ âu phục

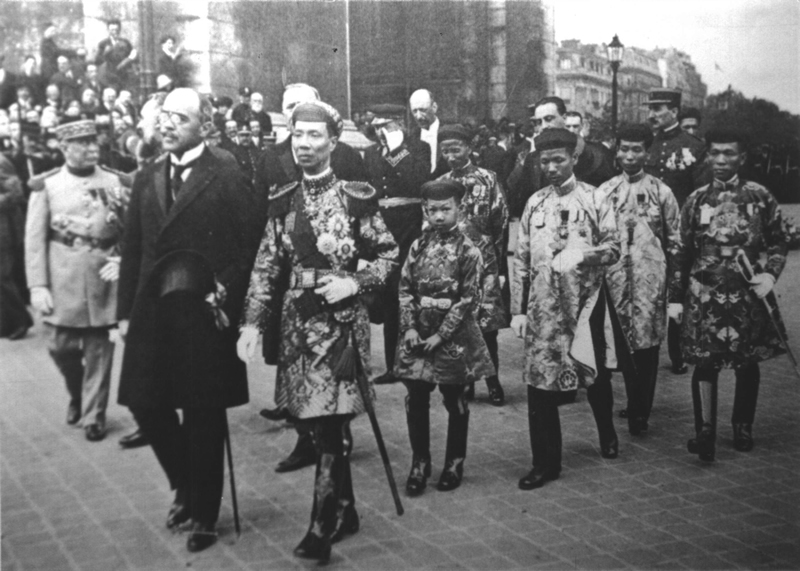
Vua Khải Định và thái tử Vĩnh Thụy tại Pháp vào năm 1922

Ngày 20 tháng 5 năm 1922, vua Khải Định sang Pháp dự Hội chợ thuộc địa ở Marseille. Đây là lần đầu tiên một vị vua nhà Nguyễn ra nước ngoài. Chuyến công du của vua Khải Định đã làm dấy lên nhiều hoạt động của người Việt Nam yêu nước nhằm phản đối ông. Phan Châu Trinh đã gửi một bức thư dài trách vua Khải Định 7 tội, thường gọi là Thư thất điều hay Thất điều trần. Trong bức thư đó, Phan Châu Trinh chỉ gọi tên húy là Bửu Đảo chứ không gọi vua Khải Định, và trách Khải Định tội "ăn mặc lố lăng". Trong thư chỉ ra 7 tội sau:
- Một là tội tự tôn quân quyền
- Hai là tội thưởng phạt không công bình
- Ba là chuộng sự quỳ lạy
- Bốn là tội xa xỉ vô đạo
- Năm là tội phục sức không đúng phép tắc
- Sáu là du hạnh vô độ
- Bảy là tội Pháp du ám muội (đi Pháp với mục đích không chính đáng)

Tại Pháp, trên tờ báo Người cùng khổ, Nguyễn Ái Quốc có một loạt bài chế giễu Khải Định trong đó có truyện ngắn Vi hành và còn viết vở kịch Con rồng tre, diễn ở ngoại ô Pa-ri
Tháng 9 năm 1924, từ Pháp về, vua Khải Định còn lo tổ chức lễ tứ tuần đại khánh rất lớn và tốn kém, bắt nhân dân khắp nơi gửi quà mừng lễ. Sau lễ mừng thọ, ngân sách Nam triều kiệt quệ, vua Khải Định cho tăng thêm 30 phần trăm thuế điền. Ngô Đức Kế đã làm bài thơ liên châu (4 bài liên tiếp) để đả kích, trong đó có một bài như sau:
Ai về địa phủ hỏi Gia Long,
Khải Định thằng này phải cháu ông?
Một lễ tứ tuần vui lũ trẻ,
Trǎm gia ba chục khổ nhà nông.
Mới rồi ngoài Bắc tai liền đến,
Nǎm ngoái sang Tây ỉa vãi cùng?
Bảo hộ trau rồi nên tượng gỗ,
Vua thời còn đó, nước thời không!
Khải Định cũng không được lòng dân chúng. Ở Huế nhân dân đã truyền tụng câu ca dao phổ biến về Khải Định:
Tiếng đồn Khải Định nịnh Tây,
Nghề này thì lấy ông này tiên sư!
Khải Định có xây rất nhiều công trình, trong đó nổi tiếng nhất chính là lăng mộ của ông. Lăng vua Khải Định khác hẳn các lăng tẩm xưa nay và đã trở thành vấn đề thảo luận của nhiều người, cả dư luận chung và trong giới chuyên môn kiến trúc. Nhiều người chê lăng vua Khải Định có kiến trúc lai căng, nhưng lại có ý kiến cho là độc đáo và khác lạ.

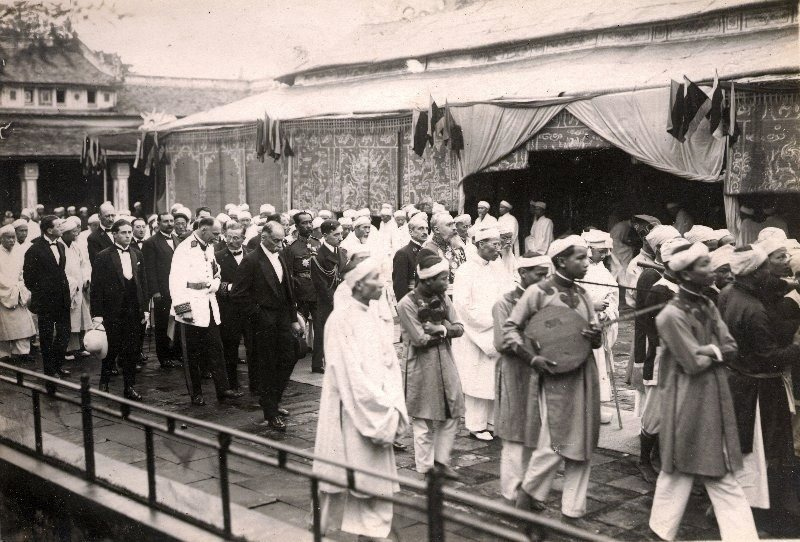
Lễ tang của vua Khải Định

Vua Khải Định ở ngôi được 10 năm thì bị bệnh nặng và mất vào ngày 20 tháng 9 năm Ất Sửu tức 6 tháng 11 năm 1925, thọ 41 tuổi.
Lăng của vua Khải Định tên chữ là Ứng Lăng 應陵, tại làng Châu Chữ, thị xã Hương Thủy, tỉnh Thừa Thiên.

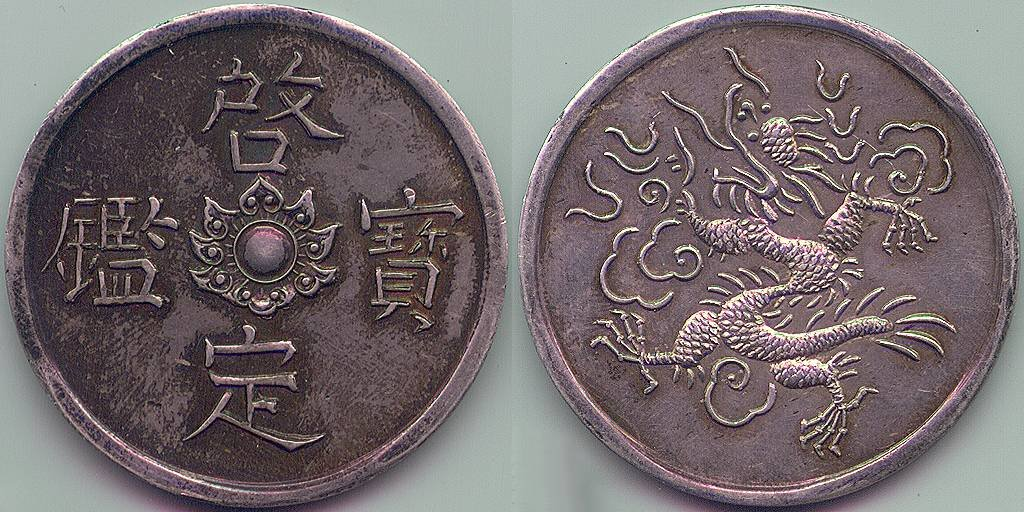
Tiền Phi Long thời Khải Định.

## Gia đình
Vua Khải Định có tất cả 12 bà vợ. Vua Khải Định đối xử tốt với các bà vợ của mình và ông vẫn có được con trai nối dõi.
Hậu duệ: Tuy vua Khải Định có 12 bà vợ nhưng chỉ có duy nhất một người con là: Nguyễn Phúc Vĩnh Thụy (1913 -1997), tức hoàng đế Bảo Đại, mẹ là Nhất giai Hậu phi Hoàng Thị Cúc

### Hậu Phi
| Phong hiệu        | Tên                  | Sinh mất    | Cha                       | Ghi chú |
| ----------------- | -------------------- | ----------- | ------------------------- | --- |
| Hoàng Quý phi     | Trương Như Thị Tịnh  | 1889 - 1968 | Trương Như Cương          | Được cưới làm phủ thiếp khi vua Khải Định còn là Phụng Hóa công ở Tiềm để. Bà bỏ đi tu trước khi ông lên ngôi. |
| Nhất giai Hậu phi | Hoàng Thị Cúc        | 1890 - 1980 | Hoàng Trọng Tích          | Là Đằng thiếp ở tiềm để (nơi ở trước khi lên ngôi của vua Khải Định. Năm 1916 vua Khải Định đăng cơ phong bà làm Tam giai Huệ tần (三階惠嬪), năm 1918 thăng bà làm Nhị giai Huệ phi (二階惠妃). Năm 1923, Hoàng tử Vĩnh Thụy được phong Thái tử, bà được phong làm Nhất giai Hậu phi (一階厚妃). Năm 1933 vua Bảo Đại phong bà làm Đoan Huy Hoàng Thái hậu (端徽皇太后). Năm 1980 bà qua đời được an táng gần Tư Lăng (lăng vua Đồng Khánh). |
| Nhất giai Ân phi  | Hồ Thị Chỉ           | 1902 - 1982 | Hồ Đắc Trung              | Bà là Nhất giai Phi được phong sau vua Khải Định lên ngôi, năm 1917 bà được sách phong làm Nhất giai Ân phi (一階恩妃) đứng đầu hậu cung của vua Khải Định. Dân gian thường truyền nhau, khi yêu hoàng đế Duy Tân nhưng cuối cùng bà lại trở thành hoàng phi của Khải Định. |
| Tam giai Diệu tần | Phạm Thị Hoài        |             |                           | Năm 1918 là Ngũ giai Diệu Tần, năm 1922 được phong Tam giai Diệu Tần |
| Tứ giai Dụ tần    | Võ Thị Dung          | ? - 1987    | Võ Liêm Xuân Hoà Nam tước | Bà là con của Xuân Hoà Nam Võ Liêm và bà Nguyễn Thị Tịnh, bà Tịnh là cháu của Trấn Định Quận công Nguyễn Phúc Miên Miêu Năm Khải Định thứ 4 (1919) bà nhập cung được phong làm Tứ giai Dụ tần (四階裕嬪) |
| Ngũ giai Điềm tần | Nguyễn Đình Thị Liên | 1905 - 1981 |                           | Năm Khải Định thứ 7 (1922), Thượng thư Nguyễn Đình Hoè là chú của bà, dâng bà vào trong nội đình. Năm đó bà nhập cũng được phong làm Ngũ giai Điềm tần (五階恬嬪) |
| Quý nhân          | Trần Đăng Thị Thông  |             |                           | |
| Tài nhân          | Ngô Thị Trang        |             |                           | |

## Thế phả vua nhà Nguyễn
|                      |                      |  |                           |                           |  |                          |                          |  |                        |                        |  |                         |                         |
|                      |                      |  |                           |                           |  | 1 Gia Long 1802 - 1820   |                          |  |                        |                        |  |                         |                         |
|                      |                      |  |                           |                           |  |                          |                          |  |                        |                        |  |                         |                         |
|                      |                      |  |                           |                           |  | 2 Minh Mạng 1820 - 1841  |                          |  |                        |                        |  |                         |                         |
|                      |                      |  |                           |                           |  |                          |                          |  |                        |                        |  |                         |                         |
|                      |                      |  |                           |                           |  | 3 Thiệu Trị 1841 - 1847  |                          |  |                        |                        |  |                         |                         |
|                      |                      |  |                           |                           |  |                          |                          |  |                        |                        |  |                         |                         |
|                      |                      |  |                           |                           |  |                          |                          |  |                        |                        |  |                         |                         |
| 4 Tự Đức 1847 - 1883 | 4 Tự Đức 1847 - 1883 |  | Thoại Thái Vương          | Thoại Thái Vương          |  |                          |                          |  | Kiên Thái Vương        | Kiên Thái Vương        |  | 6 Hiệp Hòa 1883         | 6 Hiệp Hòa 1883         |
|                      |                      |  |                           |                           |  |                          |                          |  |                        |                        |  |                         |                         |
|                      |                      |  |                           |                           |  |                          |                          |  |                        |                        |  |                         |                         |
|                      |                      |  | 5 Dục Đức 1883            | 5 Dục Đức 1883            |  | 9 Đồng Khánh 1885 - 1889 | 9 Đồng Khánh 1885 - 1889 |  | 8 Hàm Nghi 1884 - 1885 | 8 Hàm Nghi 1884 - 1885 |  | 7 Kiến Phúc 1883 - 1884 | 7 Kiến Phúc 1883 - 1884 |
|                      |                      |  |                           |                           |  |                          |                          |  |                        |                        |  |                         |                         |
|                      |                      |  | 10 Thành Thái 1889 - 1907 | 10 Thành Thái 1889 - 1907 |  | 12 Khải Định 1916 - 1925 | 12 Khải Định 1916 - 1925 |  |                        |                        |  |                         |                         |
|                      |                      |  |                           |                           |  |                          |                          |  |                        |                        |  |                         |                         |
|                      |                      |  | 11 Duy Tân 1907 - 1916    | 11 Duy Tân 1907 - 1916    |  | 13 Bảo Đại 1926 - 1945   | 13 Bảo Đại 1926 - 1945   |  |                        |                        |  |                         |                         |
|                      |                      |  |                           |                           |  |                          |                          |  |                        |                        |  |                         |                         |

Chú thích: Các năm trong bảng là các năm trị vì của vị vua đó